# 中国驻索马里大使馆
中华人民共和国驻索马里联邦共和国大使馆，简称中国驻索马里大使馆，是中华人民共和国驻索马里的外交代表机构。
2023年5月15日，中国驻索马里使馆通知称该使馆能力有限，无法办理护照、签证、公证认证等领事业务，相关业务暂由驻吉布提使馆代办。